# Corneliu Sturzu
Corneliu Sturzu (n. 26 ianuarie 1935, Pașcani – d. 27 iunie 1992, Iași) a fost un poet, prozator si eseist român. 

## Biografie
Corneliu Sturzu s-a născut în Pașcani ca fiu al Aureliei (n. Popovici), învățătoare și al lui Vasile Sturzu, contabil.
A urmat în Pașcani Scoala elementara (194l-l945) și Liceul „Mihail Sadoveanu” (1945-l953), unde îl are profesor pe Constantin Ciopraga, apoi a absolvit, în 1963, Facultatea de Filologie a Universității „Al. I. Cuza” din Iași.
După absolvirea studiilor superioare a lucrat ca reporter la Studioul de Radio Iași (1957-1968), lector de estetică și teorie literară la Facultatea de Filologie a Universității din Iași (1963-1977), redactor-șef adjunct la revista ieșeană „Cronica” (1965-1968), director al Teatrului Național „Vasile Alecsandri” din Iași (1968-1972), redactor-șef al Editurii „Junimea” (1972-1979), apoi redactor-șef al revistei Convorbiri literare (1977-1989).

## Activitatea literară
Debutează cu versuri în 1954, la „Iașul literar”, iar editorial în 1964 cu volum Arcade peste anotimp. A publicat zece volume de poezie și două romane.

### Poezii
- Arcade peste anotimp, 1964;
- Autoportret pe nisip, 1966;
- Restituirea jocului, 1969;
- Cantilene, 1970;
- Duhul pietrelor, 1970;
- Camera de recuzită, 1973;
- Anotimpul încrederii, 1974;
- Vântul din oglinzi, 1978;
- Zigurat, 1979;
- Arhipelagul altor umbre, 1985;
- Necontenita veghe; 1989.

### Romane
- Vatra legendelor, 1970;
- lanus, 1980.

### Eseuri
- Artă și sensibilitate, 1975.

## Premii și distincții
- Ordinul „Meritul Cultural” clasa a V-a (25 decembrie 1967) „pentru merite deosebite în opera de construire a socialismului, cu prilejul celei de-a XX-a aniversări a proclamării Republicii”[3]
- Premiul Asociației Scriitorilor din Iași pe anul 1970 și 1974